# Etteldorf
Etteldorf település Németországban, Rajna-vidék-Pfalz tartományban. Lakosainak száma 23 fő (2023. december 31.).

## Népesség
A település népességének változása:
| Lakosok száma | 28   | 26   | 25   | 25   | 23   |
|               | 2017 | 2019 | 2021 | 2022 | 2023 |